# 1695 az irodalomban
Az 1695. év az irodalomban.

## Új művek
- Kolozsvárott megjelenik Haller János szépprózai műve, a latin alapszövegekből írt Hármas Istoria.

## Születések
- április 8. – Johann Christian Günther német költő († 1723)

## Halálozások
- április 13. – Jean de La Fontaine francia költő, író; legismertebb munkái verses kis tantörténetei (* 1621)
- április 17. – Juana Inés de la Cruz mexikói költő (* 1651)
- november 16. – Pierre Nicole francia filozófus és teológus; egyike a legkiválóbb francia janzenistáknak (* 1625)